# Boîte de vitesses Ford MT75
MT75 désigne une boîte manuelle 5 vitesses fabriquée par Ford, utilisée notamment sur l'utilitaire Ford Transit et la Ford Sierra.